# Дренкія
Дренкія (італ. Drenchia) — муніципалітет в Італії, у регіоні Фріулі-Венеція-Джулія,  провінція Удіне.
Дренкія розташована на відстані близько 490 км на північ від Рима, 65 км на північ від Трієста, 35 км на схід від Удіне.
Населення — 119 осіб (2014).
Щорічний фестиваль відбувається 15 серпня. Покровителька — Богородиця Небовзята.

## Демографія
Населення за роками:

Станом на 1 січня 2023 року в муніципалітеті офіційно проживало 9 іноземців з 7 країн, серед них 7 громадян країн Євросоюзу.

## Сусідні муніципалітети
- Канале-д'Ізонцо
- Капоретто
- Гримакко
- Тольміно